# عادل‌بک نیازیمبتوف
عادل‌بک نیازیمبتوف (قزاقی: Әділбек Сәбитұлы Ниязымбетов؛ زادهٔ ۱۹ مهٔ ۱۹۸۹) ورزشکار بوکس اهل قزاقستان است.
وی در مسابقات کشوری و بین‌المللی در مجموع برندهٔ ۲ مدال طلا، ۵ مدال نقره شده‌است.